# Flikken - Coppia in giallo
Flikken - Coppia in giallo (titolo originale: Flikken Maastricht) è una serie televisiva poliziesca prodotta nei Paesi Bassi dal 2007 e nata come spin-off della serie televisiva belga Flikken (prodotta dal 1999 al 2009 ed inedita in Italia).

Protagonisti della serie sono gli attori Angela Schijf e Victor Reinier.

Nel cast figurano anche Oda Spelbos, Sergio IJssel, Helmert Woudenberg, Maud Dolsma, Romijn Conen e Will van Kralingen.
Nei Paesi Bassi, la serie ha esordito il 3 settembre 2007 sull'emittente televisiva TROS, nel 2014 divenuta AVROTROS. In Italia è trasmessa da Rete 4 dal 28 febbraio 2011 alle 15:30 escludendo i primi due episodi dell'ottava stagione che sono invece stati trasmessi il giovedì in seconda serata.

## Descrizione
Protagonista della serie è una coppia di agenti (Flikken, in gergo Fiammingo) Eva van Dongen (Angela Schijf) e Floris Wolfs (Victor Reinier), investigatori che si occupano di casi come omicidi, rapimenti, ecc...Al loro fianco c'è la coppia di agenti formata da Marion Dreesen (Oda Spelbos) e Romeo Sanders (Sergio IJssel) che si occupano di casi più leggeri, legati a complicate situazioni sociali che coinvolgono la città di Maastricht. A capo dell'intero corpo di polizia si susseguono nelle diverse stagioni tre investigatori capo: Ellis Flammand (Will van Kralingen), Eugene Hoeben (Helmert Woudenberg) e Frieda Mechels (Ria Eimers).
La serie inizia con l'arrivo del nuovo investigatore Floris Wolfs che affiancherà la "difficile" Eva van Dongen, inizialmente scettica nel lavorare con lui. Il passato di Wolfs racchiude un terribile segreto che verrà rivelato durante la prima stagione, la sua decisione di trasferirsi a Maastricht è legata soprattutto alla decisione di conoscere la figlia Fleur. Subito si nota l'eccezionale sintonia che si crea tra i due agenti che si trasformerà in una solida amicizia.
Alcuni episodi della serie sono basati su fatti realmente accaduti: "Il Bambino scomparso" (ep. 2.07), "Teorema" (ep. 7.03) e "Empatia" (ep. 9.06). Inoltre l'episodio "Omicidi seriali" (ep. 7.05) si basa sulla trama del film Seven. 

## Backstage
- Le scene in interni sono girate ad Amsterdam, quelle in esterno a Maastricht.[6]
- Negli ultimi due episodi della 1ª stagione, l'attore Tom Van Landuyt che interpreta il criminale Guy Danneels, è il marito dell'attrice Angela Schijf.
- Dalla stagione 8, Angela Schijf utilizza una parrucca.

## Episodi
| Stagione                 | Episodi | Prima TV Paesi Bassi | Prima TV Italia |
| ------------------------ | ------- | -------------------- | --------------- |
| Prima stagione           | 13      | 2007                 | 2011            |
| Seconda stagione         | 10      | 2008                 | 2011            |
| Terza stagione           | 10      | 2009-2010            | 2011            |
| Quarta stagione          | 10      | 2010                 | 2011            |
| Quinta stagione          | 10      | 2011                 | 2012            |
| Film TV                  | 1       | 2012                 | 2012            |
| Sesta stagione           | 10      | 2012                 | 2012            |
| Settima stagione         | 10      | 2013                 | 2013            |
| Ottava stagione          | 10      | 2014                 | 2015            |
| Nona stagione            | 11      | 2014                 | 2015            |
| Decima stagione          | 11      | 2015                 | 2017            |
| Undicesima stagione      | 10      | 2016-2017            | inedita         |
| Dodicesima stagione      | 10      | 2018                 | inedita         |
| Tredicesima stagione     | 13      | 2018-2019            | inedita         |
| Quattordicesima stagione | 13      | 2020                 | inedita         |
| Quindicesima stagione    | 11      | 2021                 | inedita         |
| Sedicesima stagione      | 13      | 2022                 | inedita         |
| Diciassettesima stagione | 13      | 2023                 | inedita         |
| Diciottesima stagione    | 13      | 2024                 | inedita         |
| Diciannovesima stagione  | 11      | 2025                 | inedita         |

## Interpreti e personaggi
Legenda
     ruolo principale
     ruolo di supporto
Il numero posto per ogni personaggio indica il numero di puntate in cui è presente nella serie tv
| Attore                    | Personaggio                     | Presenza nella serie tv | Presenza nella serie tv | Presenza nella serie tv | Presenza nella serie tv | Presenza nella serie tv | Presenza nella serie tv | Presenza nella serie tv | Presenza nella serie tv | Presenza nella serie tv | Presenza nella serie tv |
| Attore                    | Personaggio                     | 1                       | 2                       | 3                       | 4                       | 5                       | 6                       | 7                       | 8                       | 9                       | 10                      |
| ------------------------- | ------------------------------- | ----------------------- | ----------------------- | ----------------------- | ----------------------- | ----------------------- | ----------------------- | ----------------------- | ----------------------- | ----------------------- | ----------------------- |
| Victor Reinier            | Floris Wolfs                    | 105                     | 105                     | 105                     | 105                     | 105                     | 105                     | 105                     | 105                     | 105                     | 105                     |
| Angela Schijf             | Eva van Dongen                  | 105                     | 105                     | 105                     | 105                     | 105                     | 105                     | 105                     | 105                     | 105                     | 105                     |
| Oda Spelbos               | Marion Dreesen                  | 105                     | 105                     | 105                     | 105                     | 105                     | 105                     | 105                     | 105                     | 105                     | 105                     |
| Sergio IJssel             | Romeo Sanders                   | 105                     | 105                     | 105                     | 105                     | 105                     | 105                     | 105                     | 105                     | 105                     | 105                     |
| Will van Kralingen †      | Ellis Flamand                   | 13                      |                         |                         |                         | 10                      |                         |                         |                         |                         |                         |
| Helmert Woudenberg        | Eugène Hoeben                   |                         | 30                      | 30                      | 30                      |                         |                         |                         |                         |                         |                         |
| Ria Eimers                | Frieda Mechels                  |                         |                         |                         |                         |                         | 52                      | 52                      | 52                      | 52                      | 52                      |
| Jamie Grant               | Esmee van Rooy †                |                         |                         |                         |                         | 9                       |                         | 20                      | 20                      | 2                       |                         |
| Maud Dolsma               | Fleur de Keyzer-Wolfs           | 44                      | 44                      | 44                      | 44                      | 44                      | 44                      | 44                      | 44                      |                         |                         |
| Romijn Conen              | Frank de Ponti †                | 27                      | 27                      | 27                      |                         |                         |                         |                         |                         |                         |                         |
| Dimme Treurniet           | Maurice van Dongen              | 8                       | 8                       |                         |                         |                         |                         |                         |                         |                         |                         |
| Pepijn de Wit             | Frits Dreesen                   | 2                       |                         | 3                       |                         |                         | 5                       | 5                       |                         |                         |                         |
| Maartje Remmers           | Ernestine van Leeuwen           |                         | 13                      | 13                      |                         |                         |                         |                         |                         |                         |                         |
| René van Zinnicq Bergmann | René Bruren †                   |                         | 8                       | 8                       |                         |                         |                         |                         |                         |                         |                         |
| Marwan Kenzari            | Luca de Keyzer †                |                         | 7                       | 7                       |                         |                         |                         |                         |                         |                         |                         |
| Carly Wijs                | Bea Middelkoop                  |                         | 8                       |                         |                         |                         |                         |                         |                         |                         |                         |
| Rik Van Uffelen           | Lei Cavelier                    |                         | 6                       |                         |                         |                         |                         |                         |                         |                         |                         |
| Thomas Acda               | Daan de Vos †                   |                         |                         |                         | 16                      | 16                      | 16                      | 16                      |                         |                         |                         |
| Mimoun Oaïssa             | Youssef 'Joes'                  |                         |                         |                         |                         | 9                       |                         |                         |                         |                         |                         |
| William Zielinski         | Bill Stark                      |                         |                         |                         |                         |                         | 8                       |                         |                         |                         |                         |
| Lee M. Ross               | Gary Utters aka Brann Collins † |                         |                         |                         |                         |                         | 8                       |                         |                         |                         |                         |
| Ronald Top                | Kris de Vlier                   |                         |                         |                         |                         |                         | 6                       | 6                       |                         |                         |                         |
| Vivienne van den Assem    | Tonja Lacroix                   |                         |                         |                         |                         |                         |                         | 6                       |                         |                         |                         |
| Martijn Nieuwerf          | Jens Bols †                     |                         |                         |                         |                         |                         |                         |                         | 20                      | 20                      | 20                      |
| Tibor Lukács              | David Boesmeer                  |                         |                         |                         |                         |                         |                         |                         | 16                      | 16                      |                         |
| Javier Guzmán             | Tony Verwoerd †                 |                         |                         |                         |                         |                         |                         |                         | 6                       | 6                       |                         |
| Joël de Tombe             | Joe Verwaayen                   |                         |                         |                         |                         |                         |                         |                         |                         | 6                       |                         |

## Personaggi principali
- Floris Wolfs, interpretato da Victor Reinier, doppiato da Gianluca Iacono.
Dopo un tragico avvenimento avvenuto ad Amsterdam, si trasferisce a Maastricht. Il motivo principale è quello di costruire un legame con la figlia che in passato non ha voluto crescere. In città riprende il suo ruolo di investigatore, affiancato alla bella e difficile Eva van Dongen. Quest'ultima si rivelerà fedele e amica di Wolfs, tanto che per aiutarlo rischia spesso di mettere a rischio il proprio distintivo, questo per il comportamento, a volte, inadeguato nel suo lavoro. Floris, si rivela anche un uomo di cultura, amante dell'arte, della letteratura e dell'alta cucina. Guida una Harley Davidson.

- Eva van Dongen, interpretato da Angela Schijf, doppiato da Giulia Franzoso.
È una donna forte e testarda. Cresciuta con un padre violento e suo fratello Maurice, riesce a trovare la sua strada all'interno della polizia di Maastricht. Vive con il fidanzato Frank de Ponti nella pensione di lui, che condividerà con Floris Wolfs anche dopo la morte di Frank. Durante la prima serie dovrà fare i conti con il fratello Maurice, che per il suo carattere si trova sempre nei guai. Alla fine della prima e poi anche alla fine della seconda stagione, si scopre l'interesse romantico con il collega Wolfs. Alla fine della settima stagione, verrà arrestata per aver ucciso Dan de Vos, poi scagionata con l'arresto di Fleur Wolfs.

- Marion Dreseen, interpretato da Oda Spelbos, doppiato da Cinzia Massironi.
È l'agente affiancato a Romeo Sanders. È separata dal marito dopo una relazione con un altro uomo. Ha un figlio, Fritz, di circa diciotto anni. Il suo rapporto con gli uomini è molto complicato, un suo ex la rapisce e un altro viene ucciso dagli americani, perché accusato dell'attentato al presidente.

- Romeo Sanders, interpretato da Sergio IJssel, doppiato da Massimo Di Benedetto.
È l'agente più giovane, partner di Marion Dreseen. Vive ancora con la madre. È legato alle regole e all'ordine, tanto che arriva a fare la multa al sindaco della città.

## De Overloper (Doppio Gioco)
De Overloper è un film ricavato dalla serie televisiva Flikken Maastricht e utilizzato da ponte tra la quinta e la sesta stagione della serie. Il film vede come protagonisti sempre Eva van Dongen e Floris Wolfs. Dove Wolfs riuscirà a scagionarsi dalle accuse e tornare a casa e alla sua vita.

## Riconoscimenti
- Nel 2014 la serie ha vinto il Gouden Televizier-Ring. Anche nel 2013 era stato nominato, ma aveva raggiunto il 2º posto.